# Wilhelm Thal
Wilhelm Thal (* 30. Juni 1933 in Magdeburg; † 3. Februar 2019) war ein deutscher Arzt und Hochschullehrer.

## Leben
Von 1943 bis 1951 besuchte Thal das Domgymnasium Magdeburg und schloss es mit dem Abitur ab.
Danach begann er in Magdeburg ein Medizinstudium.
1952 wechselte er nach Berlin an die Humboldt-Universität.
1957 machte er dort das Staatsexamen.
Im selben Jahr promovierte Thal an der Medizinischen Akademie Magdeburg mit einer Arbeit zum Thema Zum kulturellen Nachweis von coliformen Bakterien in Frauenmilch mit Hilfe von Triphenyltetrazoliumchlorid.
Von 1958 bis 1998 arbeitete Thal an der Kinderklinik der Medizinischen Akademie Magdeburg, später Medizinische Fakultät der Otto-von-Guericke-Universität Magdeburg.
Von 1957 bis 1958 arbeitete er hier bei Hasso Eßbach am Institut für Pathologie.
Danach absolvierte Thal von 1958 bis 1963 eine Ausbildung zum Facharzt für Kinderheilkunde bei Karl Ludwig Nißler.
Außerdem machte er eine Zusatzausbildung im Fach Pneumologie an der Lungenklinik Lostau bei Heinrich Friedel.
Seine gewonnenen Kenntnisse und Erfahrungen wendete Thal auf die Kinderbronchologie an.
1969 wurde er zum Oberarzt ernannt.
1969 habilitierte sich Thal in Magdeburg mit einer Arbeit zum Thema Bronchologische Diagnostik bei Kindern: Methodik und Ergebnisse bronchologischer Untersuchgen im Kindesalter.
1970 wurde er Hochschuldozent und 1974 als ordentlicher Professor für Kinderheilkunde auf den neu eingerichteten 2. Lehrstuhl für Kinderheilkunde berufen und war seitdem ständiger Stellvertreter des Klinikdirektors.
1975 wurde vom Rektor die Bronchopneumologie unter Leitung von Thal als fachlich eigenverantwortliche Abteilung bestätigt.
Bei Studienaufenthalten in den Kinderkliniken von Prag, Budapest, Pécs, Wien, Basel und Davos knüpfte Thal zahlreiche  internationale Kontakte und Freundschaften.
Thal gründete eine Arbeitsgruppe osteuropäischer Länder.
Auf diese Weise gelang es ihm, Wissenschaftler aus Österreich, der Schweiz und der Bundesrepublik Deutschland einzuladen, was unter dem diktatorischen DDR-Regime nicht einfach war.
Infolge der Umstrukturierungen nach der Wende wurde der 2. Lehrstuhl für Kinderheilkunde aufgelöst und Thal wurde 1990 zum Universitäts-Professor für Pädiatrische Pneumologie berufen.
1993 wurde er Leiter der Klinik für Pädiatrische Pneumologie und Kardiologie im Zentrum für Kinderheilkunde.
Von 1996 bis zu seiner Emeritierung 1998 war er zusammen mit Horst Köditz geschäftsführender Direktor des Zentrums für Kinderheilkunde und kommissarischer Leiter der Klinik für Allgemeine Pädiatrie und Neonatologie.
Sein Nachfolger wurde Gerhard Jorch.

## Mitgliedschaften
Von 1973 bis 1989 war Thal Leiter der Arbeitsgemeinschaft Kinderbronchologie der Gesellschaft für Pädiatrie der DDR.
Er war Gründungsmitglied der Magdeburgischen Gesellschaft zur Förderung der Künste, Wissenschaften und Gewerbe, die 1990 gegründet wurde.
Thal war seit 1991 Mitglied der Europäischen Akademie der Wissenschaften und seit 1996 in der Sektion Gynäkologie und Pädiatrie Mitglied der Deutschen Akademie der Naturforscher Leopoldina.
2006 wurde Thal als Ehrenmitglied der Sächsisch-Thüringischen-Gesellschaft für Kinderheilkunde aufgenommen.
Seit 1993 war er deren Vorsitzender.
Außerdem war Thal Mitglied und Vorsitzender der Promotions- und Habilitationskommission.
Er war Beiratsmitglied von „Pediatric Pulmology“ New York und Ehrenmitglied der Weltorganisation für Bronchologie.

## Auszeichnungen
Thal erhielt die folgenden Auszeichnungen:
- 1967: die Hufeland-Medaille in Gold
- 1974: den Arthur Schloßmann Preis der Gesellschaft für Pädiatrie der DDR[8]
- 1978: die Hippokrates Medaille der Slowakischen Medizinischen Gesellschaft
- 1982: die Ehrenmitgliedschaft der Ungarischen Gesellschaft für Lungenkrankheiten und Tuberkulose
- 1998: die Deszö Kassay commemorative medal dieser Gesellschaft
- 2012: die August-Wilhelm-Francke-Medaille der Magdeburgischen Gesellschaft von 1990[3]

## Familie
Thal war verheiratet und hatte Kinder, Enkel und Urenkel.

## Schriften (Auswahl)
- Einhundert Jahre Klinische Kinderheilkunde in Magdeburg (1906–2006) – Die Magdeburger Kinderkliniken und ihre ärztlichen Leiter. zusammen mit Norbert Bannert in Ärzteblatt Sachsen-Anhalt 17, 2006, 55-8 OCLC 209330978
- Die bahnbrechende Tat einer Kinderärztin in Magdeburg – Dr. Marie Elise Kayser (1885–1950) zum 50. Todestag. In: Ärzteblatt Sachsen-Anhalt 11 (2000) 45–47
- Atemwegserkrankungen bei Kindern eine Einführung für Eltern und Erzieher, Hannover Schlüter, 1994, ISBN 978-3-87706-415-3
- Zur Entwicklung der Kinderheilkunde in Magdeburg. In: Magdeburger Blätter 1991, 77–90
- Asthma bronchiale im Kindesalter Leitf. für d. Praxis zusammen mit Wolfgang Leupold, Peter Wunderlich, Leipzig Thieme, 1988, ISBN 978-3-7404-0087-3
- Bronchologische Diagnostik bei Kindern Methodik und Ergebnisse bronchologischer Untersuchungen im Kindesalter, Magdeburg, 1968, OCLC 247833287
- Kinderbronchologie, Leipzig: Barth, 1972
- Eine neue Methode der Laryngo-Tracheoskopie bei jungen Säuglingen zusammen mit W. Röse und R.Simm in Kinderärztliche Praxis 38, 1970